# جکی موردو
جکی موردو (به انگلیسی: Jackie Mordue) بازیکن فوتبال زادهٔ ۱۳ دسامبر ۱۸۸۶ اهل کشور انگلستان که سابقهٔ بازی در تیم ملی فوتبال انگلستان را در کارنامهٔ خود دارد. وی در تاریخ ۱۰ فوریه ۱۹۱۲ نخستین بازی ملی خود را در مقابل تیم ملی فوتبال ایرلند انجام داد و با حضور در ۲ بازی ملی، در تاریخ ۱۵ فوریه ۱۹۱۳ واپسین بازی ملی‌اش را در برابر تیم ملی فوتبال ایرلند برگزار کرد.